# داريو زوفي
داريو زوفي هو لاعب كرة قدم سويسري في مركز الهجوم، ولد في 7 ديسمبر 1964 في فينترتور في سويسرا. شارك مع منتخب سويسرا لكرة القدم. أما مع النوادي، فقد لعب مع نادي بازل ونادي فينترتور ونادي لوغانو ويانغ بويز.

## وصلات خارجية
- داريو زوفي على موقع قاعدة بيانات كرة القدم.إي يو (الإنجليزية)
- داريو زوفي على موقع عالم كرة القدم.نت (الإنجليزية)